# Icasterias
Icasterias is een geslacht van zeesterren uit de familie Asteriidae.

## Soort
- Icasterias panopla (Stuxberg, 1879)